# Сичово (Кетовський район)
Сичо́во (рос. Сычёво) — село у складі Кетовського району Курганської області, Росія. Адміністративний центр Сичовської сільської ради.
Населення — 764 особи (2010, 805 у 2002).